# Franck-Yves Bambock
Franck-Yves Bambock (ur. 7 kwietnia 1995 w Duali) – francuski piłkarz pochodzenia kameruńskiego występujący na pozycji pomocnika w Córdobie.